# Parkhead
Parkhead  est un quartier de la ville de Glasgow, situé dans le East End (en français : « à l'est »).
Son nom vient de celui d'un ancien hameau spécialisé dans le textile. La Great Eastern Road, la Westmuir Street, la Duke Street (en) et la Springfield Road se rencontrent à Parkhead Cross, le carrefour au cœur du quartier. 
Le quartier donne parfois son nom au Celtic Park, le stade du Celtic Football Club, un des deux principaux clubs d'Écosse.